# David Trummer
David Trummer (* 1. Juni 1994) ist ein österreichischer Mountainbiker, der sich auf die Disziplin Downhill spezialisiert hat.

## Sportlicher Werdegang
Zum Mountainbikesport kam Trummer über seine Freunde, mit denen er zunächst in Four Cross aktiv war. Parallel dazu entdeckte er sein Interesse für den Downhill, sein erstes Rennen absolvierte er in der Altersklasse U17. Bei den Mountainbike-Weltmeisterschaften 2011 wurde er bei widrigen Streckenbedingungen Vizeweltmeister bei den Junioren. Nach dem Wechsel in die Elite etablierte sich Trummer im UCI-Mountainbike-Weltcup, jedoch konnte er über mehrere Jahre keine nennenswerten Erfolge im Weltcup und bei internationalen Meisterschaften erzielen. Auf nationaler Ebene wurde er in den Jahren 2015 und 2018 Staatsmeister in Österreich.
Zur Saison 2019 wechselte Trummer auf ein Mountainbike von einem anderen Hersteller, mit dem er seine Leistungen deutlich verbessern konnte. Die Weltcup-Rennen in Les Gets, Val di Sole und Vallnord beendete er unter den Top 10, in der Weltcup-Gesamtwertung belegte er am Ende der Saison den neunten Platz. Bei den UEC-Mountainbike-Europameisterschaften 2019 gewann er zudem seine erste Medaille bei internationalen Meisterschaften in der Elite.
Seinen größten internationalen Erfolg erzielte Trummer bei den Weltmeisterschaften 2020 in Leogang, als er überraschend die Silbermedaille gewann. Damit ist er der erste Österreicher überhaupt, der bei UCI-Mountainbike-Weltmeisterschaften eine Medaille im Downhill gewinnen konnte. Zudem gewann er 2020 den Downhill-Wettbewerb beim Crankworx in Innsbruck sowie seinen vierten nationalen Titel.
2021, 2022 und 2023 verteidigte er erfolgreich seinen nationalen Meistertitel. Im Weltcup blieb er jedoch bisher hinter seinen Ergebnissen von 2019 zurück. Seinen nächsten internationalen Erfolg erzielte er bei den Mountainbike-Europameisterschaften 2022 mit dem Gewinn der Silbermedaille.

## Erfolge
2011
- Weltmeisterschaften (Junioren) – Downhill

2015
- Österreichischer Staatsmeister – Downhill

2018
- Österreichischer Staatsmeister – Downhill

2019
- Europameisterschaften – Downhill
- Österreichischer Staatsmeister – Downhill

2020
- Weltmeisterschaften – Downhill
- Österreichischer Staatsmeister – Downhill
- Crankworx DH Innsbruck

2021
- Österreichischer Staatsmeister – Downhill

2022
- Österreichischer Staatsmeister – Downhill
- Europameisterschaften – Downhill

2023
- Österreichischer Staatsmeister – Downhill